# 1st The Queen's Dragoon Guards

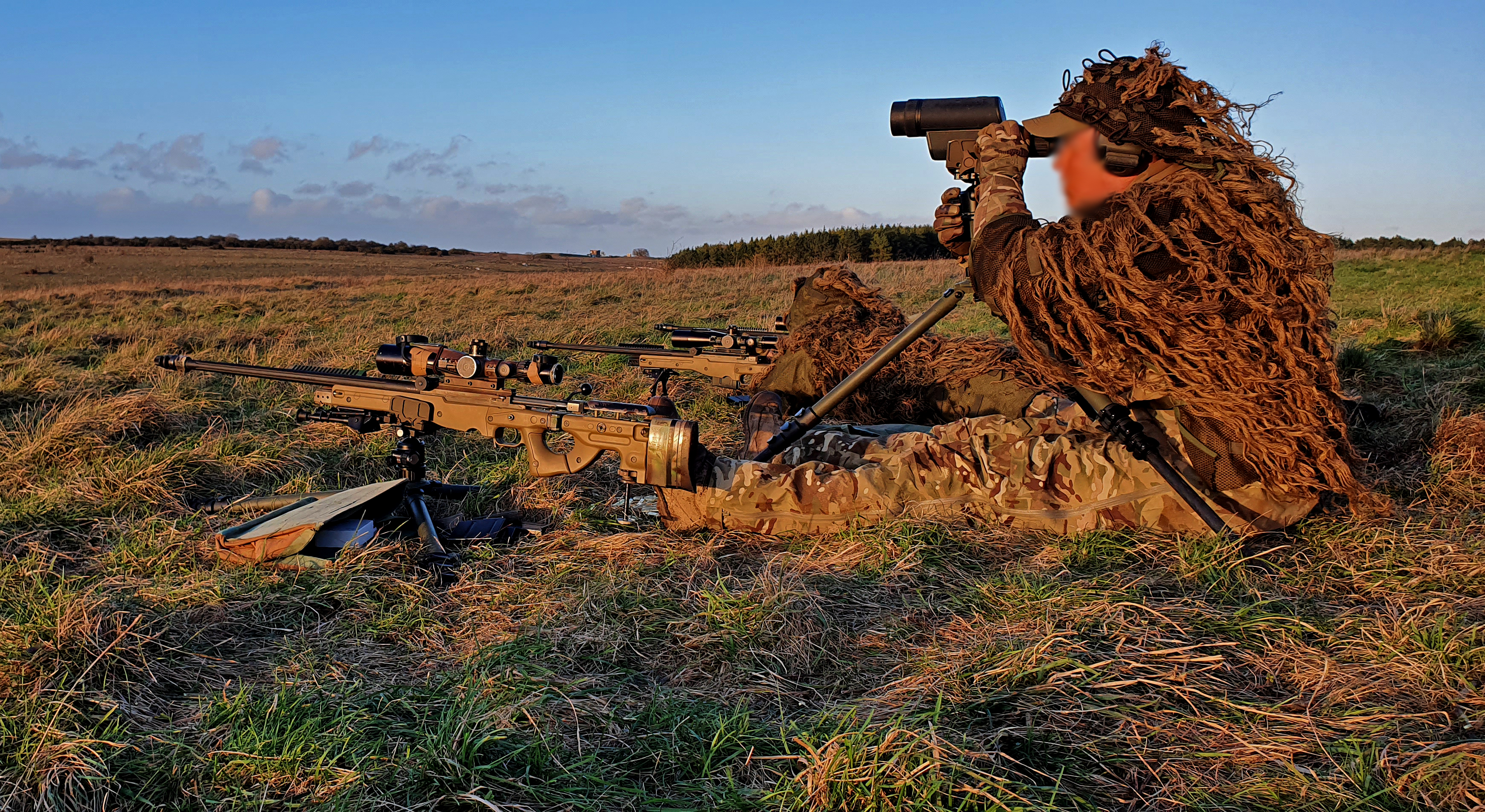
Atiradores de elite do QDG.

1st The Queen's Dragoon Guards (QDG) é um regimento de cavalaria do exército britânico.

## História
Foi formado em janeiro de 1959, através da amalgamação do 1st King's Dragoon Guards e do 2nd Dragoon Guards (Queen's Bays).
O capitão Mark Phillips, primeiro marido da Princesa Anne, serviu neste regimento.
O imperador Francisco José I da Áustria foi colonel do regimento em 1896, e, como uma conclusão, seu símbolo é uma águia bicéfala, do Império Austro-Húngaro, e sua marcha cerimonial é a Marcha Radetzky.